# Charles Gayarré
Charles Gayarré (New Orleans, 1805. január 9. – New Orleans, 1895. február 11.) az Amerikai Egyesült Államok szenátora (Louisiana, 1835).